# Șendreni (okręg Gałacz)
Șendreni – wieś w Rumunii, w okręgu Gałacz, w gminie Șendreni. W 2011 roku liczyła 2405 mieszkańców.